# Provincia di Huesca
Huesca (in aragonese Uesca, in catalano Osca) è una provincia della comunità autonoma dell'Aragona, nella Spagna settentrionale.

## Geografia
Confina con la Francia (dipartimenti dei Pirenei Atlantici in Nuova Aquitania, degli Alti Pirenei e dell'Alta Garonna in Occitania) a nord, con la Catalogna (provincia di Lleida) a est, con la provincia di Saragozza a sud-ovest e con la Navarra a ovest.
La superficie è di 15626 km² e la popolazione nel 2010 era di 228 566 abitanti. La distribuzione per sesso (maschi/femmine) è di 1,036. Il capoluogo è Huesca. Altri centri importanti sono Barbastro, Monzón, Fraga, Jaca e Binéfar.
In questa provincia si trova il Parco nazionale di Ordesa e del Monte Perdido.

## Amministrazione

### Suddivisioni amministrative

#### Comarche
|                        | \| Nome \| Capoluogo \| Provincia \| \| ---------------------- \| ------------------------ \| --------- \| \| Alto Gállego \| Sabiñánigo \| Huesca \| \| Bajo Cinca \| Fraga \| Huesca \| \| Cinca Medio \| Monzón \| Huesca \| \| Hoya de Huesca \| Huesca \| Huesca \| \| Jacetania \| Jaca \| Huesca \| \| La Litera \| Tamarite de Litera \| Huesca \| \| Los Monegros \| Sariñena \| Huesca \| \| Ribagorza \| Graus \| Huesca \| \| Sobrarbe \| Aínsa-Sobrarbe e Boltaña \| Huesca \| \| Somontano de Barbastro \| Barbastro \| Huesca \| |           |
| Nome                   | Capoluogo | Provincia |
| Alto Gállego           | Sabiñánigo | Huesca    |
| Bajo Cinca             | Fraga | Huesca    |
| Cinca Medio            | Monzón | Huesca    |
| Hoya de Huesca         | Huesca | Huesca    |
| Jacetania              | Jaca | Huesca    |
| La Litera              | Tamarite de Litera | Huesca    |
| Los Monegros           | Sariñena | Huesca    |
| Ribagorza              | Graus | Huesca    |
| Sobrarbe               | Aínsa-Sobrarbe e Boltaña | Huesca    |
| Somontano de Barbastro | Barbastro | Huesca    |

Le comarche del Bajo Cinca, Hoya de Huesca, Jacetania e Los Monegros comprendono anche comuni della provincia di Saragozza:
- Bajo Cinca: Mequinenza
- Hoya de Huesca: Murillo de Gállego e Santa Eulalia de Gállego
- Jacetania: Artieda, Mianos, Salvatierra de Esca e Sigüés
- Los Monegros: Bujaraloz, Farlete, Leciñena, Monegrillo e Perdiguera

## Partidos Judiciales
Il Partido judicial nella sua origine rappresentò qualcosa di più di una giurisdizione amministrativa sebbene dirigesse tutte le attività politiche che intercorrevano dalla provincia fino ad ogni ambito locale, trascendendo la sua funzione originaria di amministrazione della giustizia.
Negli altri ambiti dove esercitava competenze erano quelli: contributivi, educativi, la leva militare, il pubblico registro e l'ufficio elettorale. Occorre sottolineare che nel XIX secolo i Partidos judiciales erano gli stessi di oggi eccettuati quelli di Benabarre e Sariñena. Il primo diverrà parte del Partido Judicial di Barbastro mentre il secondo in quello di Huesca, portandone il loro numero da sette a cinque. In seguito Barbastro si divise in due venendo a creare il nuovo Partido judicial di Monzón a cui si unironono municipi prima dipendenti dalla città di Fraga.
- 1. Partido Judicial di Barbastro (archiviato dall'url originale il 21 luglio 2012). (41 municipi)
- 2. Partido Judicial di Boltaña (archiviato dall'url originale il 22 giugno 2013). (31 municipi)
- 3. Partido Judicial di Fraga (archiviato dall'url originale il 22 giugno 2013). (16 municipi)
- 4. Partido Judicial di Huesca (archiviato dall'url originale il 22 giugno 2013). (61 municipi)
- 5. Partido Judicial di Jaca (archiviato dall'url originale il 22 giugno 2013). (26 municipi)
- 6. Partido Judicial di Monzón (archiviato dall'url originale il 22 giugno 2013). (27 municipi)